# Leuroglossus stilbius
Leuroglossus stilbius is een straalvinnige vissensoort uit de familie van de kleinbekken (Bathylagidae). De wetenschappelijke naam van de soort is voor het eerst geldig gepubliceerd in 1890 door Gilbert.